# منیسک خارجی
منیسک خارجی(به انگلیسی: Lateral meniscus) همانند منیسک داخلی در زانو، یک ساختمان لیفی غضروفی(Fibroocartilage) است که در طرف خارج مفصل زانو، بالای لقمه یا کوندیل درشت نی قرار می‌گیرد و باعث تطابق سطح مفصلی طبق درشت نی با سطح مفصلی استخوان ران در طرف خارج زانو می‌گردد. برخلاف منیسک داخلی که به شکل C انگلیسی است، منیسک خارجی به شکل O انگلیسی بوده و نسبت به منیسک داخلی تحرک بیشتری دارد. اتصالات کمتر منیسک خارجی به عناصر مفصل زانو، باعث تحرک بیشتر و در نتیجه آسیب کمتر آن در مقایسه با منیسک داخلی می‌گردد.
منیسک خارجی نسبت به منیسک داخلی، اهمیت بیشتری از نظر انتقال نیرو به عناصر اطراف مفصل دارد.انتقال نیروها از طرف منیسک‌ها به خصوص منیسک خارجی، یک عامل مهم جهت کنترل فشارهای اعمال شده از ناحیه استخوان ران به مفصل بوده و در نتیجه باعث حفظ و نگهداری غضروف‌های زانو می‌گردد. منیسک داخلی، بیشتر در ثبات و پایداری مفصل نقش دارد. برداشتن منیسک خارجی منجربه اعمال نیروهای شدید به غضروف‌های مفصلی می‌گردد. تخریب غضروف‌های مفصل، عامل آرتروز زود هنگام(آرتروز زانو) در مفصل است.

## آناتومی منیسک خارجی
منیسک خارجی برخلاف منیسک داخلی، به کپسول مفصلی اتصال ندارد و اتصالات آن به گونه‌ای است که در نهایت از تحرک بیشتری نسبت به منیسک داخلی برخوردار بوده و به همین دلیل به هنگام اعمال فشارهای غیرطبیعی به مفصل، کمتر دچار ضایعه می‌گردد.

### اتصالات منیسک خارجی
اتصالات منیسک خارجی در مفصل زانو عبارتنداز:
- اتصال به استخوان کشکک از طریق دو رباط بنام‌های رباط کشککی درشت نی (لیگامان پاتلوتیبیال) و رباط کشککی منیسک (لیگامان پاتلومنیسکال)
- اتصال به لقمه (کوندیل)های استخوان درشت نی از طریق رباط شعاعی (لیگامان کروناری)
- اتصال به رباط متقاطع جلویی(ACL)
- اتصال شاخ جلویی منیسک‌های داخلی و خارجی به یکدیگر به واسطه رباط عرضی
- اتصال به عضله پوپلیتئوس[۲]
- اتصال به رباط متقاطع پشتی(PCL)
- اتصال به دو رباط دیگر بنام‌های منیسک فمورال جلویی و رباط منیسک فمورال پشتی

## نقش و عملکرد منیسک‌های زانو
مهم‌ترین وظایف منیسک‌ها در مفصل زانو عبارتنداز:
- باعث افزایش ثبات[۳] و پایداری مفصل می‌گردند.
- منیسک‌ها جذب‌کننده نیروها[۴] بوده و در نتیجه از فشارهای اضافی به مفصل و عناصر اطراف آن می‌کاهند.
- منیسک‌ها در تغذیه غضروف‌های استخوان ران و درشت نی در ناحیه مفصل زانو مشارکت می‌کنند. درحقیقت همانند یک اسفنج آغشته به مایع، عامل انتقال مایع سینوویال بر روی غضروف‌ها هستند.
- افزایش تطابق در سطوح مفصلی از طریق عمیق‌تر کردن سطوح فوقانی درشت نی در دو ناحیه مفصلی داخلی و خارجی.
- باعث کاهش میزان اصطکاک در سطوح مفصلی انتهای فوقانی درشت نی با انتهای تحتانی ران (مفصل تیبیوفمورال) می‌گردند.
- منیسک‌ها از گیرکردن سینوویوم میان لقمه(Condyle)های درشت نی و ران جلوگیری می‌کنند.
- سطح کوندیل‌های ران گرد و مدور است ولی سطح بالایی پلاتوی تیبا مقعر نیست. در واقع مانند این است که یک توپ بر روی یک سطح صاف قرار گرفته‌است. مفصل زانو مانند مفصل ران پایداری استخوانی ندارد چون دو سطح استخوانی که مقابل یکدیگر هستند مقعر و محدب نیستند. در نتیجه این دو سطح کاملاً بر روی یکدیگر قرار نگرفته و نیروهای وارده به مفصل نمی‌تواند در تمام سطح کندیل و پلاتو پخش شود.

منیسک‌ها با پر کردن فضای خالی بین کندیل و پلاتو موجب می‌شوند تا در عمل سطح بالایی پلاتو مقعر شده و تماس کامل و یکنواختی با کندیل ران داشته باشد و در نتیجه نیروهای وزن به‌طور متعادل و یکنواخت بین کندیل و پلاتو توزیع شوند.

## آسیب منیسک خارجی
در بسیاری از منابع، بر این مسئله اتفاق نظر وجود دارد که به‌طورکلی، پارگی منیسک خارجی کمتر از پارگی منیسک داخلی رخ می‌دهد. دو عامل مهمی که در ارتباط با تحرک بیشتر منیسک خارجی و در نتیجه آسیب کمتر آن مطرح می‌کنند عبارتنداز:
- اتصالات کمتر منیسک خارجی نسبت به منیسک داخلی
- بالاتر بودن لقمه (کوندیل) خارجی استخوان ران نسبت به لقمه داخلی آن

اگرچه در گذشته، میزان پارگی منیسک داخلی نیز خیلی بیشتر از منیسک خارجی مطرح گردیده‌است و هنوز هم ممکن است چنین باوری نیز وجود داشته باشد، اما امروزه با گسترش آرتروسکوپی جهت تشخیص و درمان مشکلات زانو، باور گذشته تغییر کرده‌است. پس از رواج آرتروسکوپی و مطالعه بیشتر روی آمارها دیده می‌شود که آمار پارگی منیسک خارجی نزدیک به پارگی منیسک داخلی است و این کمی علایم بیمار است که وی را وادار به جراحی نمی‌کند. درحقیقت پس از آسیب منیسک خارجی، بیمار علایم کمتری از نظر شدت درد و میزان قفل شدگی زانو گزارش می‌دهد.

### انواع پارگی منیسک‌ها
پارگی منیسک‌ها می‌تواند به صورت ذیل رخ دهد:
- پارگی طولی
- پارگی افقی یا عرضی
- پارگی مایل
- پارگی شعاعی
- ترکیبی از پارگی‌های فوق

### علایم آسیب منیسک‌ها
مهم‌ترین علایم ضایعه منیسک‌ها شامل:
- درد
- تورم
- حساسیت به لمس (بیشتر در امتداد خط مفصلی)
- ممکن است قفل شدن مفصل زانو اتفاق افتد.
- احتمال خالی کردن مفصل زانو وجود دارد.
- ضعف و آتروفی عضله چهارسر ران پس از چند هفته از زمان ضایعه

### روش‌های تشخیص
مهم‌ترین روش‌های تشخیص ضایعه منیسک عبارتنداز:
- تست‌های کلینیکی
- ام آر آی
- آرتروگرافی
- اسکن استخوان
- آرتروسکوپی

### درمان ضایعه منیسک خارجی
در ارتباط با درمان منیسک خارجی ببینید:منیسک داخلی (بخش درمان)

## نگارخانه

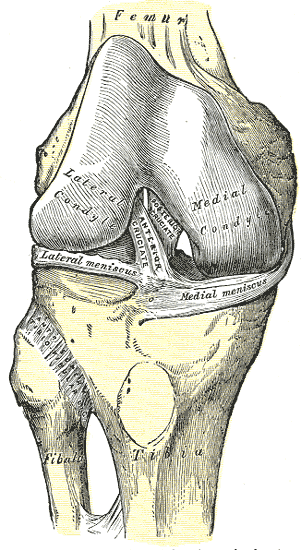
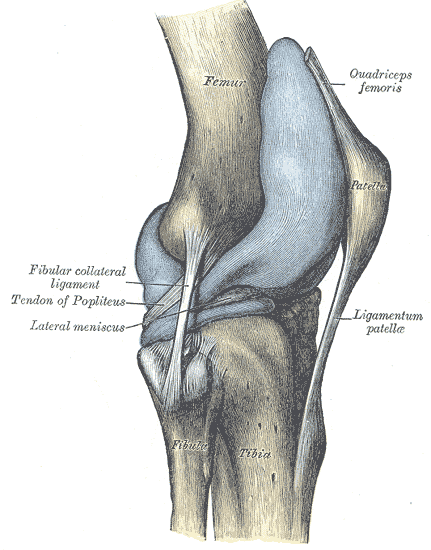
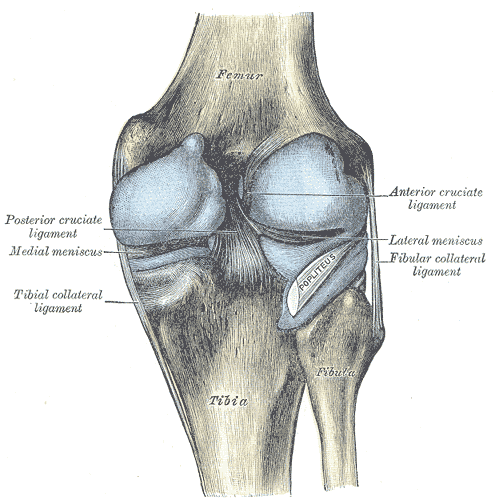